# Incognito (film, 1925)
Pour les articles homonymes, voir Incognito.

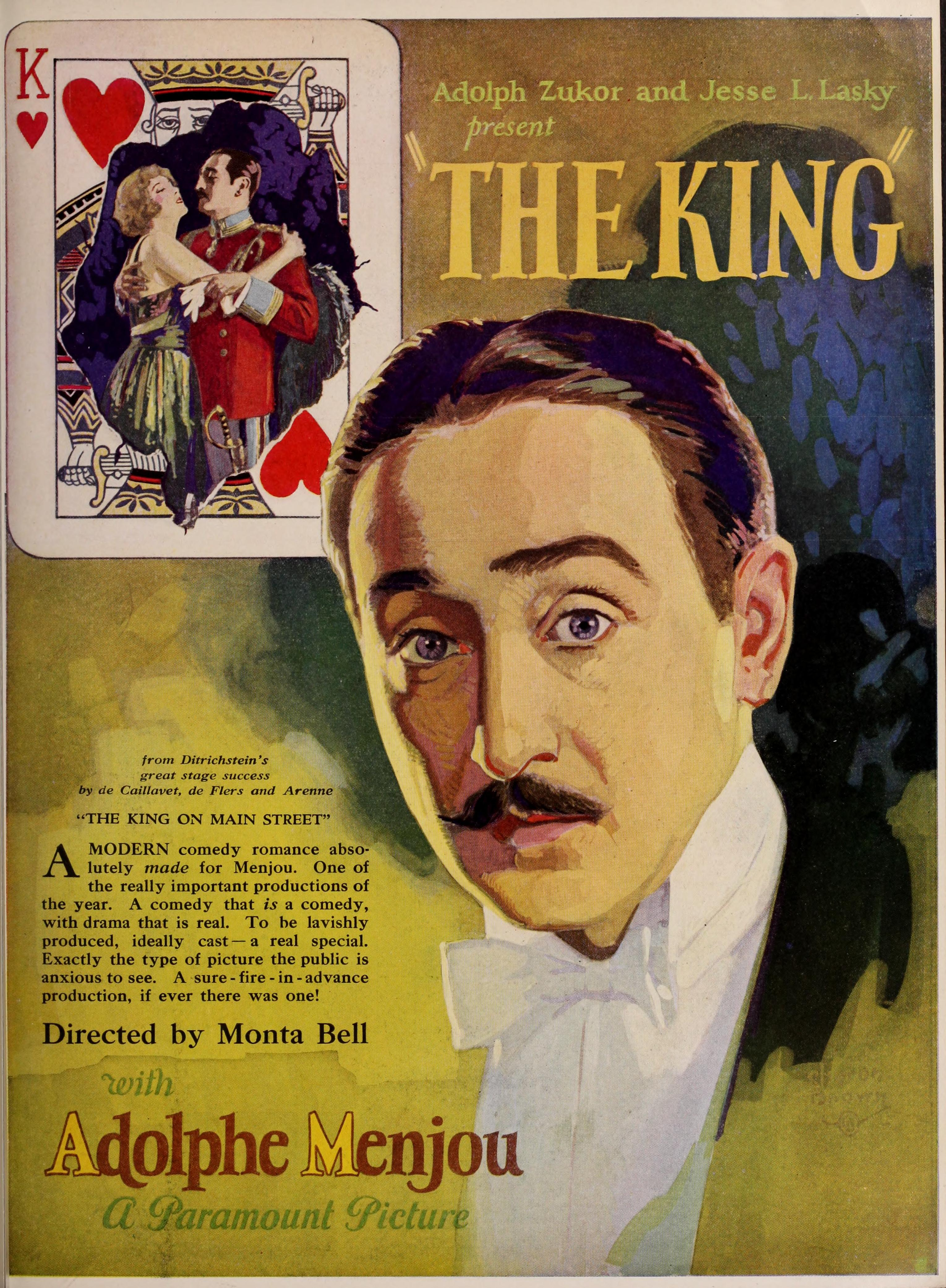
Annonce pour le film dans un magazine.

Incognito  (The King on Main Street, connu aussi sous le titre The King) est un film américain réalisé par Monta Bell et sorti en 1925.
Il comporte deux séquences en procédé Technicolor.

## Synopsis
Serge IV, roi de Molvanie, doit négocier un emprunt important, soit en concluant une alliance avec la maison de Slavonie, soit en louant des terres pétrolières à des capitalistes américains. Le roi choisit cette solution et se rend à New York via Paris, où il rencontre Gladys Humphreys. À New York, fatigué des négociations avec le représentant du pétrole Arthur Trent, il se rend à Coney Island où il passe un moment merveilleux avec un garçon aux taches de rousseur nommé "Skinny" Smith. Il rencontre à nouveau Gladys, et elle le présente à son fiancé, John Rockland, qui (ne le sachant pas être un roi) l'invite chez lui à Little Falls dans le New Jersey.

## Fiche technique
- Titre original : The King on Main Street (connu aussi sous le titre The King)
- Réalisation : Monta Bell
- Scénario : Douglas Zoty, Monta Bell (adaptation)
- Producteurs : Adolph Zukor, Jesse L. Lasky
- Production : Famous Players-Lasky
- Photographie : James Wong Howe
- Genre : Comédie dramatique[1]
- Société de production et distribution : Paramount Pictures
- Type : Noir et blanc / Technicolor 2 couleurs[2]
- Durée : 60 minutes
- Date de sortie : 25 octobre 1925

## Distribution
- Bessie Love : Gladys Humphreys

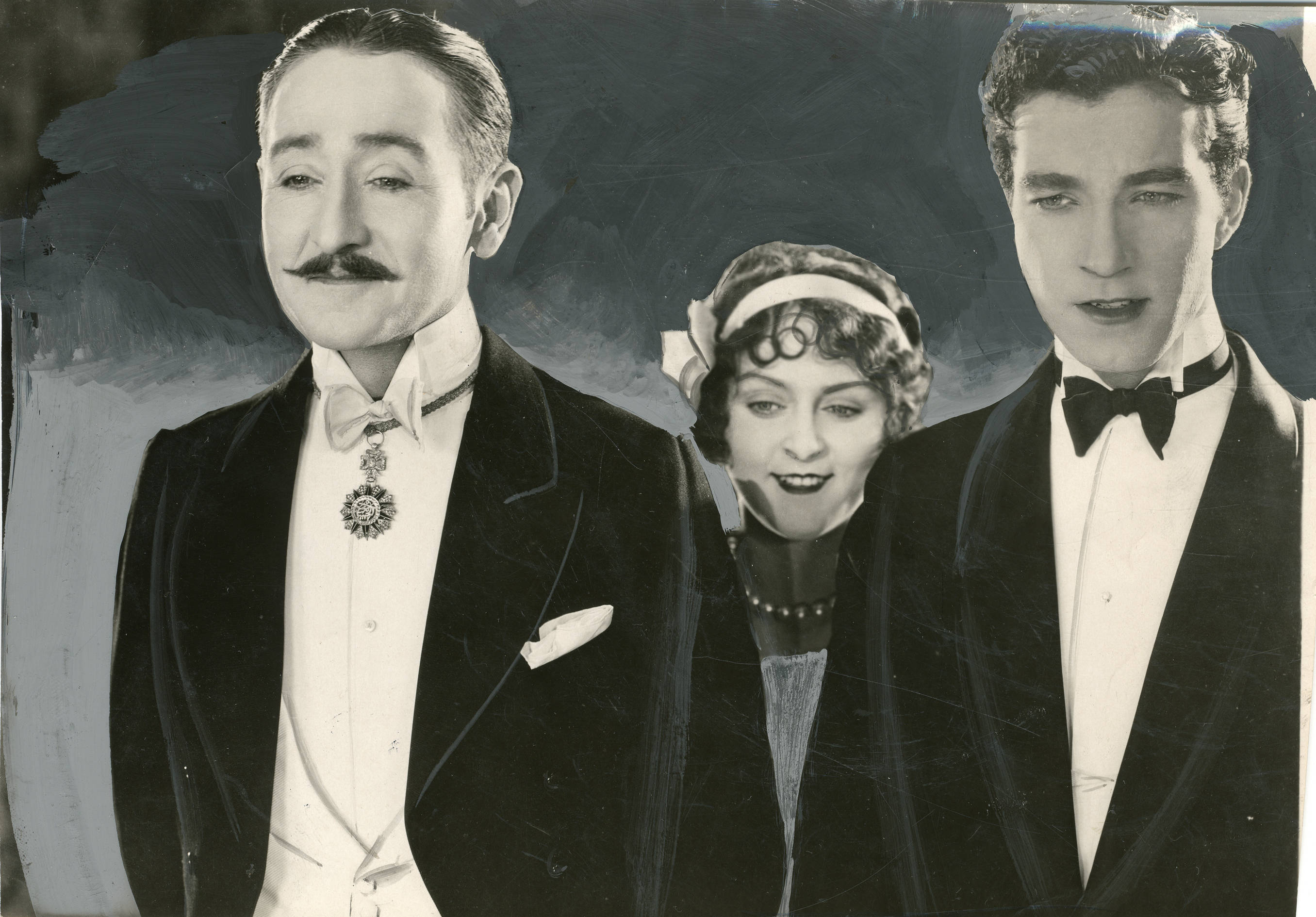
Adolphe Menjou, Bessie Love et Oscar Shaw dans une scène du film.

- Adolphe Menjou : le roi Serge IV de Molvania
- Greta Nissen : Therese Manix
- Oscar Shaw : John Rockland
- Joseph Kilgour : Arthur Trent
- Edgar Norton : Hugo Jensen
- Mario Majeroni : Count Krenko
- Carlotta Monterey : Mrs. Nash
- Marcia Harris : tante Tabitha Young
- Edouard Durand : Bourdier
- Lois Wilson : Guest in Lobby (non créditée)
- Jack La Rue : un des domestiques du roi à Paris (non crédité)